# Municipio de Rockford (Kansas)
El municipio de Rockford (en inglés: Rockford Township) es un municipio ubicado en el condado de Sedgwick en el estado estadounidense de Kansas. En el año 2010 tenía una población de 22784 habitantes y una densidad poblacional de 223,69 personas por km².

## Geografía
El municipio de Rockford se encuentra ubicado en las coordenadas 37°31′18″N 97°12′37″O / 37.52167, -97.21028. Según la Oficina del Censo de los Estados Unidos, el municipio tiene una superficie total de 101.86 km², de la cual 101.08 km² corresponden a tierra firme y (0.77%) 0.78 km² es agua.

## Demografía
Según el censo de 2010, había 22784 personas residiendo en el municipio de Rockford. La densidad de población era de 223,69 hab./km². De los 22784 habitantes, el municipio de Rockford estaba compuesto por el 92.81% blancos, el 1.37% eran afroamericanos, el 0.94% eran amerindios, el 1.15% eran asiáticos, el 0.13% eran isleños del Pacífico, el 0.7% eran de otras razas y el 2.9% pertenecían a dos o más razas. Del total de la población el 4.48% eran hispanos o latinos de cualquier raza.